# Ідзіковиці (Мазовецьке воєводство)
Ідзіковиці (пол. Idzikowice) — село в Польщі, у гміні Сохоцин Плонського повіту Мазовецького воєводства.
Населення — 196 осіб (2011).
У 1975-1998 роках село належало до Цехановського воєводства.

## Демографія
Демографічна структура станом на 31 березня 2011 року:
|          | Загалом | Допрацездатний вік | Працездатний вік | Постпрацездатний вік |
| -------- | ------- | ------------------ | ---------------- | -------------------- |
| Чоловіки | 105     | 19                 | 76               | 10                   |
| Жінки    | 91      | 17                 | 57               | 17                   |
| Разом    | 196     | 36                 | 133              | 27                   |